# Правительство Химачал-Прадеш
Правительство Химачал-Прадеш также известное как Правительство штата Химачал-Прадеш, а в самом штате Правительство штата — верховный управляющий орган индийского штата Химачал-Прадеш и его 12 округов. Состоит из исполнительной власти, возглавляемой губернатором штата, судебной и законодательной ветвей.
Как и в других штатах, Химачал возглавляет Губернатор, назначаемый президентом по рекомендации центрального правительства. Его пост во-многом церемониальный. Главный министр возглавляет правительство и осуществляет исполнительную власть. Шимла — столица Химачал-Прадеша, место заседания Видхан Сабха (законодательного собрания) и секретариата (Райтерс Билдинг). Высокий суд Химачал-Прадеш заседает в Шимле, но под его юрисдикцией весь штат.
Законодательное собрание в настоящее время однопалатное.

## Совет министров
| Министры штата                                                                                     |                         |
| Наименование поста                                                                                 | Имя                     |
| Главный министр (+ Внутренние, финансы, местная администрация, сельское хозяйство и другие вопросы | проф. Прем Кумар Дхумал |
| Министр развития общественных работ                                                                | Тхакур Гулаб Сингх      |
| Министр Образования                                                                                | Ишвар Дасс Дхиман       |
| Министр ирригации и общественного здравоохранения(+ парламентские дела)                            | Равиндер Сингх Рави     |
| Министр промышленности (+ обеспечение отставных военных)                                           | Кишан Капур             |
| Министр садоводства (+ техническое образование)                                                    | Нарендер Брагта         |
| Министр продовольствия, гражданского обеспечения и потребления                                     | Рамеш Дхавала           |
| Министр здравоохранения и семейного благосостояния                                                 | Раджив Биндал           |
| Министр социальной справедливости и расширения прав и возможностей                                 | Сарвин Чаудхари         |
| Министр по развитию сельских регионов и панчаятского управления (Панчаяти Радж)                    | Джай Рам Тхакур         |
| Министр транспорта (+ развитие городов)                                                            | Махендер Сингх          |
| Министр лесного хозяйства                                                                          | Ш. Кхими Рам            |

## Административная структура штата
| Административная структура штата  |       |
| Административная структура (2002) | Число |
| Округа                            | 12    |
| Техсилы                           | 75    |
| Подразделения                     | 52    |
| Блоки                             | 75    |
| Деравни                           | 20118 |
| Города                            | 57    |
| Избирательные округа              | Число |
| Лок Сабха                         | 4     |
| Раджья Сабха                      | 3     |
| Окружные собрания                 | 68    |

Законодательное собрание штата не имеет до-конституционной истории, поскольку сам штат возник 15 апреля 1948 года при интеграции 30 феодальных княжеств. Ныне жители штата участвую в местных, региональных и общеиндийских выборах. Собрание штата — однопалатное, избираемое сроком на 5 лет, кроме случаев досрочного роспуска, состоит из 68 парламентарием, насчитывает 14 парламентских комитетов. В 2007 году на выборах победила Бхаратия джаната парти, основная оппозиционная партия Индии.